# 46793 Фінні
46793 Фінні (46793 Phinney) — астероїд головного поясу, відкритий 1 травня 1998 року.
Тіссеранів параметр щодо Юпітера — 3,595.